# Neuperlach Zentrum
Neuperlach Zentrum – stacja metra w Monachium, na linii U5. Stacja została otwarta 18 października 1980.